# Copa República de la Asociación de Football de Santiago 1921
La Copa República de la Asociación de Football de Santiago 1921 fue la 4.º edición de la Copa República, una de las dos series de la Copa Unión, primera categoría de la Asociación de Football de Santiago, competición de fútbol de carácter oficial y amateur de la capital de Chile, correspondiente a la temporada 1921.
Su organización estuvo a cargo de la Asociación de Football de Santiago y contó con la participación de ocho equipos. La competición se disputó bajo el sistema de todos contra todos, en una sola rueda, y clasificaba al campeón para disputar la Copa Unión, máximo campeonato de la Asociación, en conjunto con el campeón de la Copa Chile, disputada en forma paralela.
Los campeones fueron Gimnástico y Magallanes, que, al haber empatado primeros en la tabla de posiciones con 13 puntos, se adjudicaron conjuntamente su primer y segundo título, respectivamente, de la Copa República de la Asociación de Football de Santiago.
Debido a que Magallanes comunicó oficialmente a la secretaría de la AFS que no podía seguir jugando en vista de haberse ausentado de la capital sus jugadores estudiantes, el Gimnástico fue el representante de la serie para disputar la Copa Unión de la Asociación de Football de Santiago.

## Reglamento de juego
La competición se jugó bajo el sistema de todos contra todos y en una sola rueda de siete fechas, resultando campeón aquel equipo que acumulase más puntos en la tabla de posiciones.

## Equipos participantes
Participaron ocho equipos, todos de la ciudad de Santiago.
| Equipo             |
| ------------------ |
| Arco Iris          |
| Britania           |
| Cinco de Abril     |
| Eleuterio Ramírez  |
| Fundición Libertad |
| Gimnástico         |
| Liverpool          |
| Magallanes         |

## Campeones
Los campeones de la primera serie de la Primera División de la Asociación de Football de Santiago 1921, Gimnástico y Magallanes, se adjudicaron conjuntamente la «Copa República».
| Campeones Gimnástico y Magallanes   |
| 1.er y 2.do título, respectivamente |